# Gymnocanthus galeatus
Gymnocanthus galeatus és una espècie de peix pertanyent a la família dels còtids.

## Descripció
- Fa 36 cm de llargària màxima.[6][7]

## Hàbitat
És un peix marí, demersal i de clima temperat que viu entre 0-579 m de fondària.

## Distribució geogràfica
Es troba al Pacífic nord: Rússia, el Japó, Alaska i el Canadà.

## Observacions
És inofensiu per als humans.